# Knud Lavards Kapel
Knud Lavards Kapel eller Haraldsted Kapel er ruinerne af et middelalderligt kapel, der ligger vest for Haraldsted Skov nordøst for Haraldsted, nord for Ringsted på Midtsjælland. Det er opkaldt efter Knud Lavard og kapellet blev opført omkring 1150 på det sted, hvor han blev myrdet i 1131. Ifølge legenden skulle der være sprunget en kilde på det sted, hvor Lavards blod dryppede på jorden, men denne kilde er forsvundet.
Knud Lavard blev helgenkåret i 1170 og kapellet blev i middelalderen et pilgrimssted. Efter reformationen mistede det sin betydning. Bygningen forfaldt og forsvandt, men blev genfundet og udgravet i 1833.
Bygningen er 28,5 m lang og blev bygget i frådsten. Det bestod af apsis, kor og skib. Fundamentet er bevaret i omkring 1 meters højde.